# یلنژ
یلنژ (به لاتین: Jelenje) یک منطقهٔ مسکونی در کرواسی است که در شهرستان پریموری-گورسکی واقع شده‌است. یلنژ ۵٬۳۴۴ نفر جمعیت دارد.